# 紀元前415年
紀元前415年（きげんぜん415ねん）は、ローマ暦の年である。
当時は、「コッスス、ウイブラヌス、ウオルスス、キンキナトゥスが護民官に就任した年」として知られていた（もしくは、それほど使われてはいないが、ローマ建国紀元339年）。紀年法として西暦（キリスト紀元）がヨーロッパで広く普及した中世時代初期以降、この年は紀元前415年と表記されるのが一般的となった。

## 他の紀年法
- 干支 : 丙寅
- 日本
  - 皇紀246年
  - 孝昭天皇61年
- 中国
  - 周 - 威烈王11年
  - 秦 - 霊公10年
  - 晋 - 烈公元年
  - 楚 - 簡王17年
  - 斉 - 宣公41年
  - 燕 - 閔公24年
  - 趙 - 献侯9年
  - 魏 - 文侯31年
  - 韓 - 武子10年
- 朝鮮
  - 檀紀1919年
- ベトナム :
- 仏滅紀元 : 130年
- ユダヤ暦 : 3346年 - 3347年

## できごと

### ギリシア
- アテナイの雄弁家、政治家アンドキデスが、シケリア（シチリア）へのアテナイの遠征軍が出発する直前に起きた「ヘルマ」（ヘルメース柱像）破壊事件に関与した嫌疑で投獄された。この破壊事件は広く大騒ぎを起こしていたが、アンドキデスは誘導されるままに証言をした。アンドキデスの証言は採用され、アルキビアデスをはじめ、彼が言及した人々に死刑の宣告が下された。アンドキデス自身はアテナイから追放となった。
- 将軍ニキアス (Nicias)、ラマコス、アルキビアデスが率いる、アテナイのシケリア遠征軍が出港した。艦隊の出発後、アルキビアデスは神を冒涜したとして訴えられ、アテナイに戻って裁判を受けるため帰還を命じられた。
- アルキビアデスは、自分が欠席裁判で死刑となったことを知ると、軍から離脱してスパルタへ逃れ、シケリア遠征の責任者はニキアスになった。アテナイ軍は、シュラクサイ（シラクサ）に近いダスコン (Dascon) に上陸したが、ほとんど何も得るものはなかった。シュラクサイの防衛軍を率いていたのは、ヘルモクラテスであった。
- アルキビアデスは、公然とスパルタ軍に参加し、シュラクサイ支援のためにギュリッポス (Γύλιππος、Gylippus) を派遣すること、アッティケー（アッティカ）のデケレイア (Δεκέλεια、Decelea) の城塞化を説いた。アルキビアデスはまた、イオニアの諸都市に、アテナイへの反乱を起こさせるべく煽動工作をした。この結果、程なくしてスパルタ艦隊が同盟者であるシュラクサイ（シラクサ）を補強するために来援し、その後はこう着状態が続いた。

### 演劇
- エウリピデスの悲劇『トロイアの女 (The Trojan Women)』が、アテナイ軍によるメロス（Μῆλος、Melos、現在のミロス島）男性住民の虐殺（メロス包囲戦、紀元前416年）の直後に上演された。